# Andrei de Pólotsk
Andrei de Pólotsk (en belarús: Андрэй Альгердавіч, a lituà: Andrius Algirdaitis, nascut circa 1325 — 12 d'agost de 1399 a la batalla del riu Vorskla) era el fill gran d'Algirdas, Gran Duc de Lituània, i la seva primera dona Maria de Vítebsk. Va ser Duc de Pskov (mitjançant el seu representant Yuri, 1342 - 1348) i Pólotsk (1342 - 1387). Com a fill major d'Algirdas, Andrei va reclamar el seu dret al tron després de la mort del seu pare el 1377. Però Algirdas va deixar com a hereu a Jogaila, el fill gran del seu segon matrimoni amb Uliana de Tver. La rivalitat d'Andrei i Jogaila, Gran Duc de Lituània i més tard Rei de Polònia, finalment el portaria a la seva mort.

## Duc de Pskov i Pólotsk
El 1342 Andrei es va unir al seu pare Algirdas i el seu oncle Kęstutis en la guerra contra l'Orde Livonià per ajudar a la República de Pskov. La República li va demanar que es quedés com a duc de Pskov per garantir amb la seva presència el suport continu d'Algirdas. Andrei va acceptar i va ser batejat segons el ritu ortodox (el seu nom pagà és desconegut). De totes maneres, va estar a la ciutat poc temps i va tornar a Lituània. Les raons no són del tot clares, però els historiadors especulen que estava relacionat amb la mort del seu besoncle Voin, duc de Pólotsk. Pólotsk era vital per als interessos lituans, ja que estava situada entre Lituània i l'Orde Livonià. Andrei es convertiria en duc de Pólotsk i ajudaria a defensar Lituània contra els atacs livons. A Pskov, Andrei va deixar a un representant, conegut com a Yuri. L'historiador lituà Alvydas Nikžentaitis especula que aquest Yuri podria ser net de Gediminas.
Yuri va romandre a Pskov fins al 1348. Aquest any els Cavallers Teutònics van organitzar una gran campanya contra Lituània (Batalla de Strėva). L'exèrcit de Pskov estava ajudant a Nóvgorod contra Suècia quan l'Orde Livonià va atacar la fortalesa de Pskov a Izborsk. Yuri va morir en l'atac. En no haver pogut els lituans defensar la fortalesa, la ciutat es va negar a acceptar un altre representant del Gran Ducat de Lituània. Andrei respondre amb represàlies: tots els mercaders de Pskov van ser arrestats i els seus béns confiscats. Per tant, les relacions amistoses de Pskov amb Lituània va acabar. Andrei seria duc de Pólotsk durant les següents tres dècades.

## Lluita contra Jogaila
Després de la mort d'Algirdas el 1377, Andrei, el seu fill gran, es va enfrontar al seu germanastre Jogaila, a qui Algirdas havia designat com a hereu. Jogaila en aquell moment comptava amb el suport del seu oncle Kęstutis. Andrei va organitzar una coalició antilituana amb els exèrcits de Pólotsk, el Gran Ducat de Moscou i l'Orde Livonià. El 1379 l'exèrcit de Moscou va atacar les terres orientals del Gran Ducat. Moscou i Lituània estaven en pau des del Tractat de Liubutsk el 1372. El germà d'Andréi Dmitri I Starshy no va defensar el Principat de Trubetsk i Starodub. L'exèrcit rus no romandre en els territoris presos i es va retirar a Moscou, juntament amb Andrei i Dmitri. Jogaila va signar una treva de deu anys amb els Cavallers Teutònics el 29 de setembre de 1379 i una treva amb l'Orde Livonià el 27 de febrer de 1380, per la que va trencar la coalició. Al seu torn, es va aliar amb Mamai, jan de l'Horda d'Or, i Oleg del Principat de Riazan contra Andrei. En 1380 Andrei i Dmitri van participar en la batalla de Kulikov entre Moscou i els tàrtars, que van ser derrotats en no arribar les tropes de Jogaila a temps al camp de batalla.
El 1381 Jogaila va intentar instal·lar al seu lleial germà Skirgaila a Pólotsk, l'antic senyoriu d'Andrei. En estar Skirgaila sotmetent setge a la ciutat, Kęstutis va aprofitar l'oportunitat per iniciar la Guerra Civil Lituana de 1381-1384 contra Jogaila i el va destronar. Pólotsk es va rendir voluntàriament a Kęstutis, que va reinstal·lar a Andrei. Les fonts no ho esmenten entre 1381 i 1385. Possiblement estava esperant a Pólotsk el desenllaç entre el conflicte entre Jogaila i Kęstutis amb el seu fill Vitautas el Gran. Jogaila i Vitautas es van reconciliar el 1384. El 10 octubre 1385 Andrei va signar un tractat amb l'Orde Livonià pel qual es rendia a l'Orde a canvi de protecció contra Vitautas i altres enemics. D'acord amb el tractat, Andrei es convertia en vassall de l'Orde i rebia Pólotsk com a senyoriu feudal. Quan Jogaila va viatjar a Polònia per discutir la Unió de Krewo, Andrei aprofitar l'oportunitat per reprendre la guerra contra Lituània. El 1386 va atacar els territoris al sud de Pólotsk. La seva causa seria recolzada per l'Orde Livonià, que va atacar el Gran Ducat de Lituània, i per Sviatoslav de Smolensk, que va atacar Mstsislaw, presa al Principat de Smolensk per Algirdas.

## Captura i alliberament
L'exèrcit lituà capitanejat per Skirgaila va atacar Pólotsk el 1387. L'Orde Livonià no la va defensar i la ciutat aviat es rendiria. Andrei va ser capturat, el seu fill Simeó va morir en el combat i un altre fill seu, Iván, va escapar a Pskov, on se'l troba com a duc el 1389. Andrei va ser empresonat a Polònia durant set anys. Seria alliberat el 1394 a petició de Vitautas. En ser alliberat, es va traslladar a Pskov, on va intentar negociar una treva entre Pskov i Novgorod. Després d'aquest esdeveniment només se l'esmenta una vegada, com un important personatge que va morir en la batalla del riu Vorskla el 1399.